# Schloss Günderrode

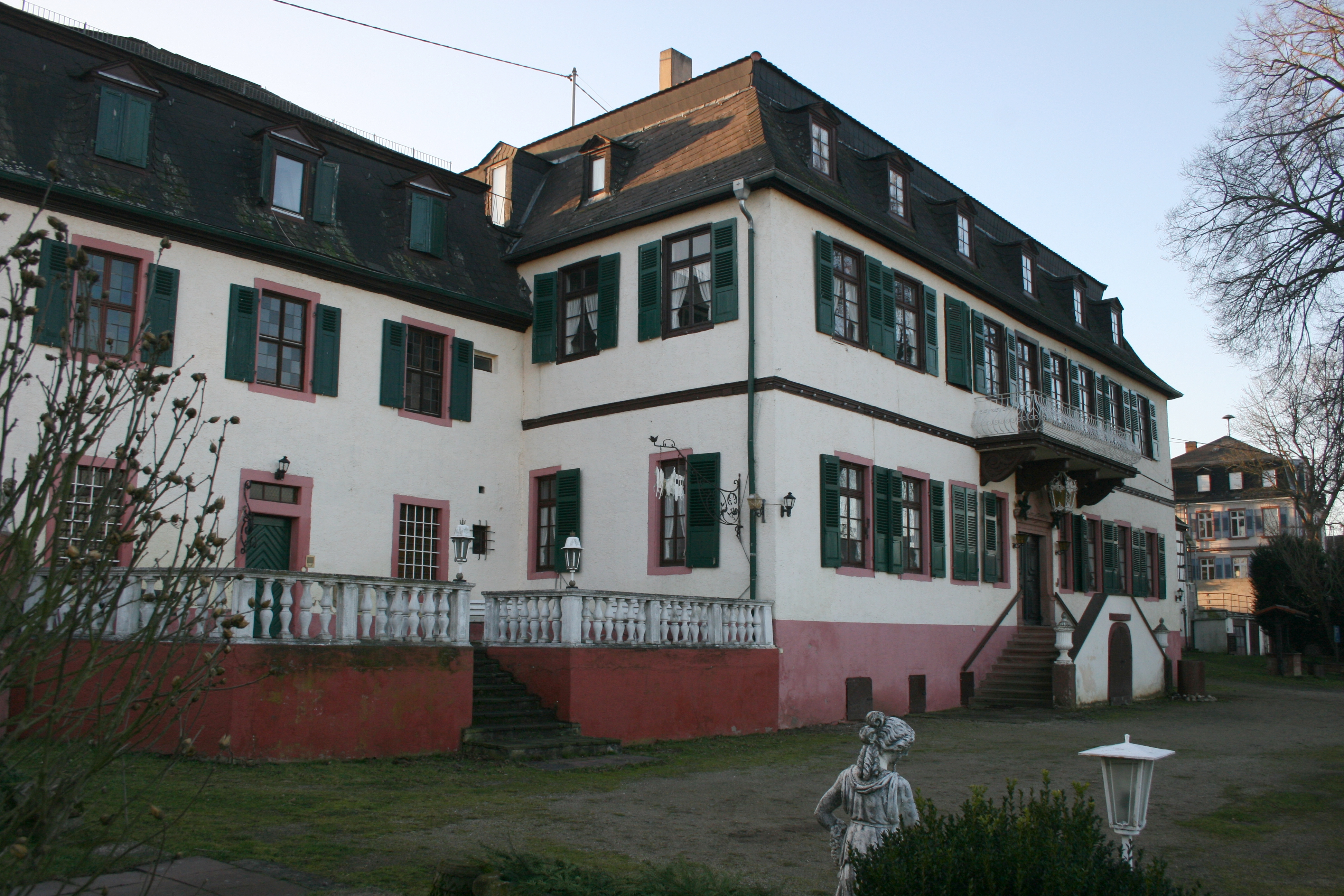
Ansicht der Gebäude von der Straßenseite (2011)

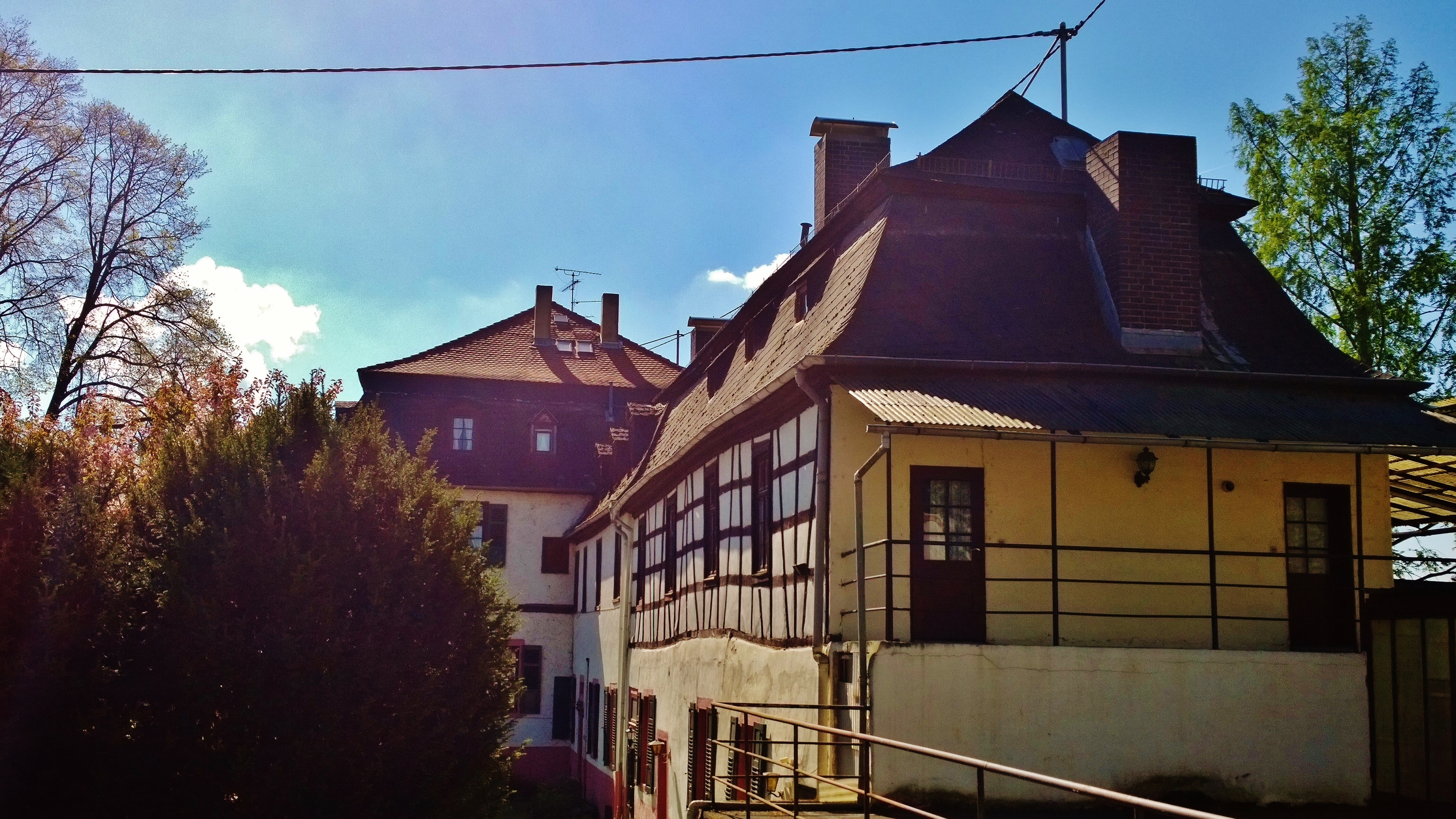
Blick von Norden auf den nördlichen Anbau mit Fachwerkobergeschoss

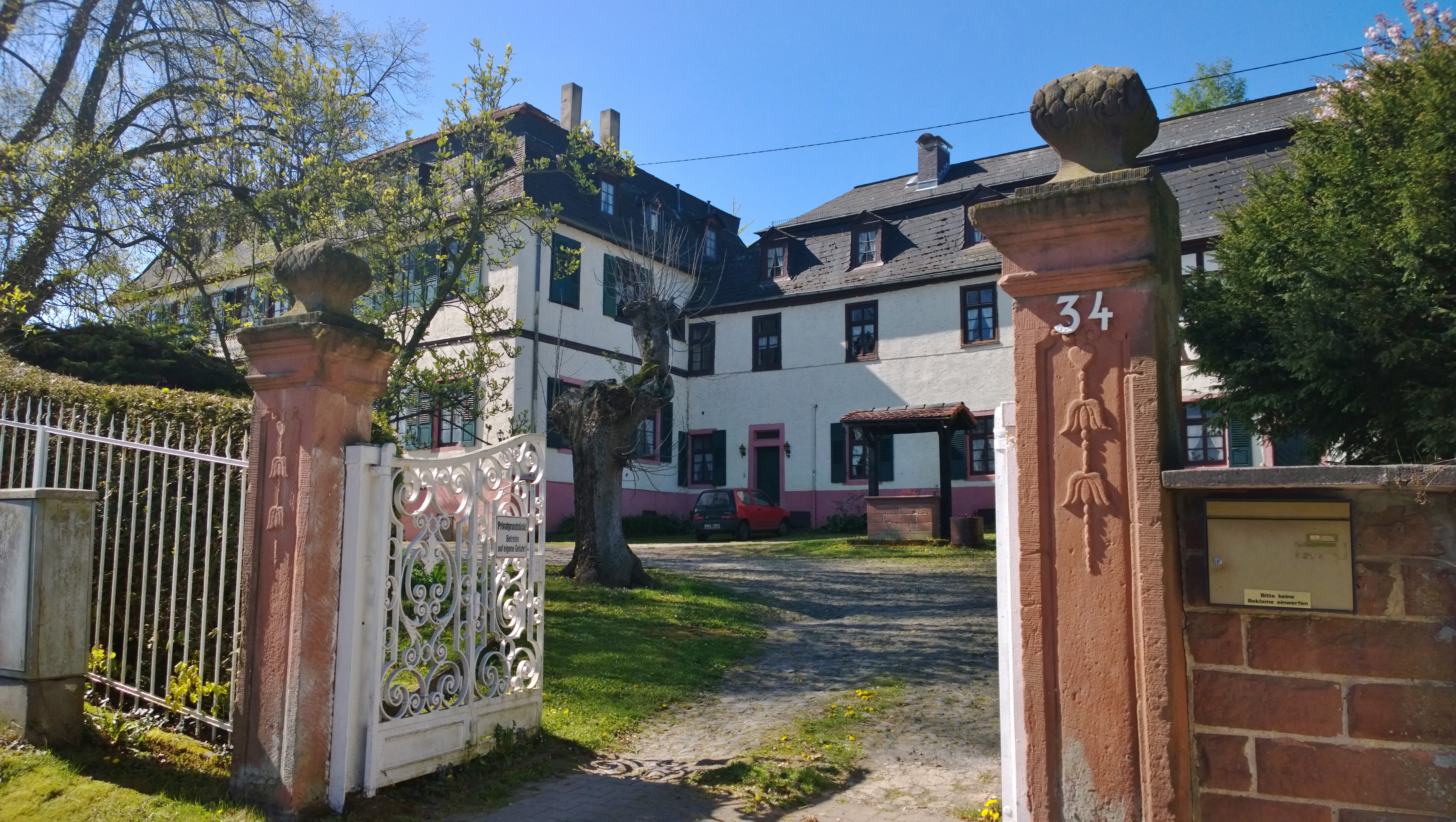
Blick vom verzierten Hauptportal zum Schloss (Mittelstraße 34)

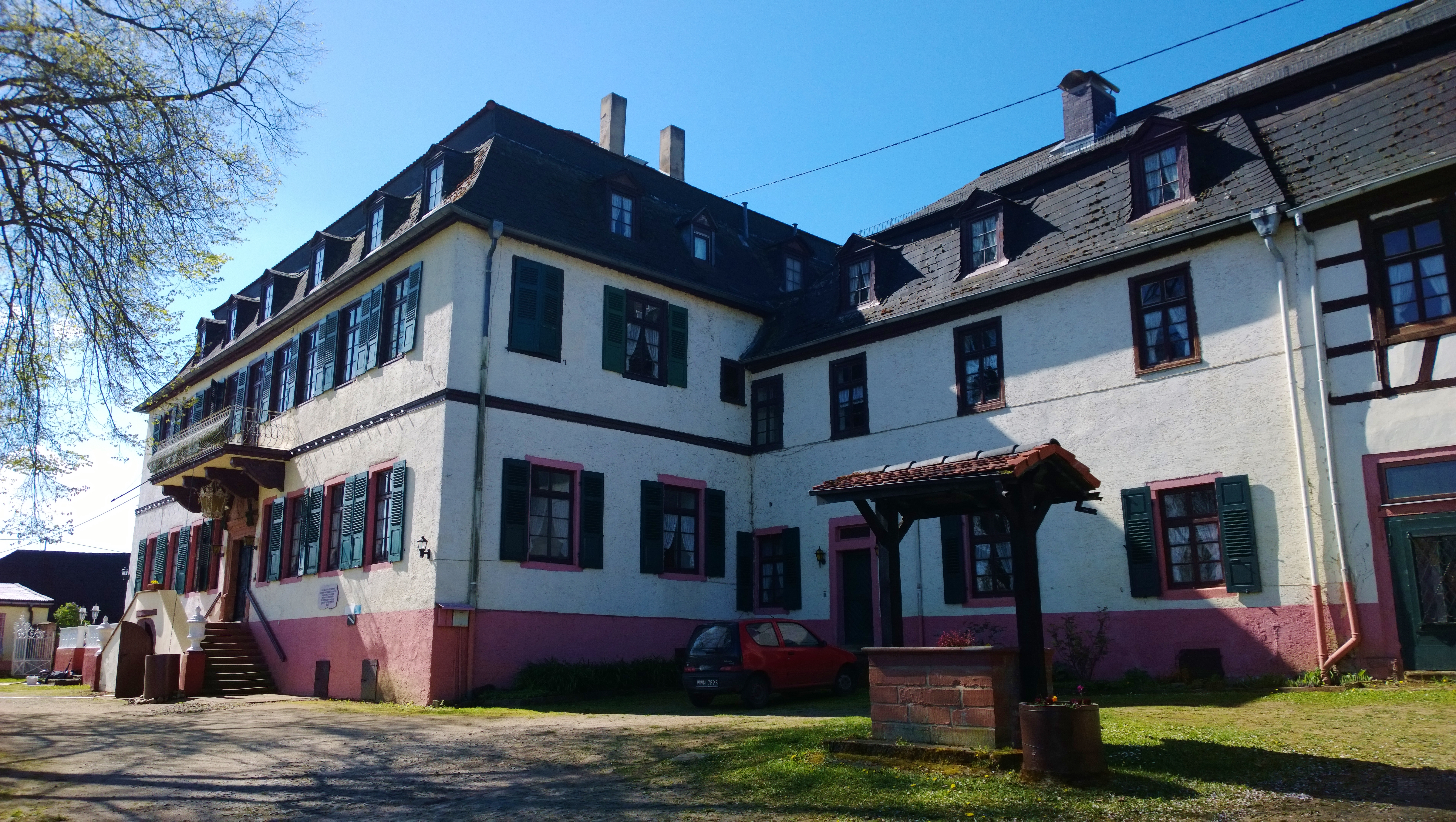
Haupthaus und nach hinten versetztes nördliches, etwa doppelt so langes Nebengebäude mit Fachwerkobergeschoss; davor überdachter Brunnen

Das Schloss Günderrode ist ein barockes Schloss im Ortsteil Höchst an der Nidder der hessischen Gemeinde Altenstadt. Es steht im Sinne von § 2 Absatz 1 des Hessischen Denkmalschutzgesetzes als Kulturdenkmal unter Denkmalschutz.

## Beschreibung
Die Schlossanlage besteht aus einem zweigeschossigen Herrenhaus mit abgewalmtem Mansarddach und zwei sich jeweils nördlich und südlich daran anschließenden Gebäudeflügeln. Diese besitzen ebenfalls Mansarddächer und zwei Geschosse, sind jedoch niedriger als das Haupthaus. Das Obergeschoss des Nordflügels wurde in Fachwerkbauweise errichtet. Sein Keller besitzt – ebenso wie der des Herrenhauses – ein Gewölbe. Die doppelseitige Freitreppe des Haupteingangs zeigt im Portal das Wappen derer von Günderrode. Darüber befindet sich ein mit reich verzierter Abstützung 1820 nachträglich eingefügter Balkon.
Die kleine Eingangshalle mit getäfelter Zimmerdecke wird durch eine zweiläufige Holztreppe dominiert, die in das Obergeschoss des Herrenhauses führt. Im südlichen Seitenflügel befindet sich ein großer Saal mit offenem Kamin.
Das Schloss ist von einem rund 6000 m² großen Grundstück umgeben, das von einem Schlosspark im Stil eines Englischen Landschaftsgartens eingenommen wird. Das gesamte Areal befindet sich im alten Ortskern Höchsts zwischen der evangelischen Kirche und dem Bürgerzentrum „Villa Höchst“ und erstreckt sich von der Mittelstraße bis zur Parkstraße.
Südlich des Ortes schloss sich eine Eremitage an, die durch eine bepflanzte Achse mit dem Schloss verbunden war.

## Geschichte
Schloss Günderrode wurde durch die Herren von Carben an Ort und Stelle der einstigen, 1245 erstmals urkundlich erwähnten Wasserburg Hoesten erbaut. Diesem ersten Burgbau folgte ein zweiter, der durch die Herren von Büches errichtet wurde. Da sich diese aber als Raubritter betätigten, ließ König Ruprecht die Burg im Jahr 1405 durch den Landvogt der Wetterau, Herrmann von Rodenstein dem Erdboden gleichmachen.
Rund zwei Jahrzehnte später wurde 1424 auf dem Areal ein „Haus mit Hof und Wall“ errichtet. Das Gebäude wurde Anfang des 18. Jahrhunderts durch die Herren von Carben abgerissen und 1718 durch den heutigen innerorts gelegenen Schlossbau im Stil des Barocks ersetzt. Die genaue Lage der beiden Vorgängeranlagen des Schlosses ist unbekannt. Im Ortskern befand sich seit dem Mittelalter die Mühle des Klosters Engelthal.
Nur 38 Jahre später verkaufte die Familie das Anwesen an den Freiherrn Johann Maximilian von Günderrode, den Großvater der als Dichterin bekannten Karoline von Günderrode. Als dieser 1784 starb, folgte ihm sein Sohn Philipp Maximilian von Günderrode als Schlossherr nach. In zweiter Ehe heiratete er 1791 die gebildete Wilhelmina von Stein-Ostheim, die Künstler und Schriftsteller in das Schloss einlud. Träger solch prominenter Namen wie Achim von Arnim, Clemens Brentano, Freiherr vom Stein oder Friedrich Carl von Savigny weilten unter anderem als Gäste in Höchst.
Obwohl die Familie von Günderrode seit 1900 nicht mehr dort wohnte und das Anwesen infolge Erbstreitigkeiten verfiel, blieb sie noch bis in die 1930er Jahre Eigentümerin. Die 50.000 Bücher umfassende Schlossbibliothek mit Schriften aus dem 16. bis 18. Jahrhundert kam schon 1922 in die Hessische Landesbibliothek.
Nach einem umfassenden und originalgetreuen Wiederaufbau von 1967 bis 1971 wurde das Schloss als Hotel genutzt, stand aber seit einigen Jahren leer und zum Verkauf. Seit 2016 ist es im Besitz des Unternehmers Axel Ebbecke, der das Schlossensemble renovierte und das Gelände ab 2019 für den jährlichen Höchster Weihnachtsmarkt bereitstellte.

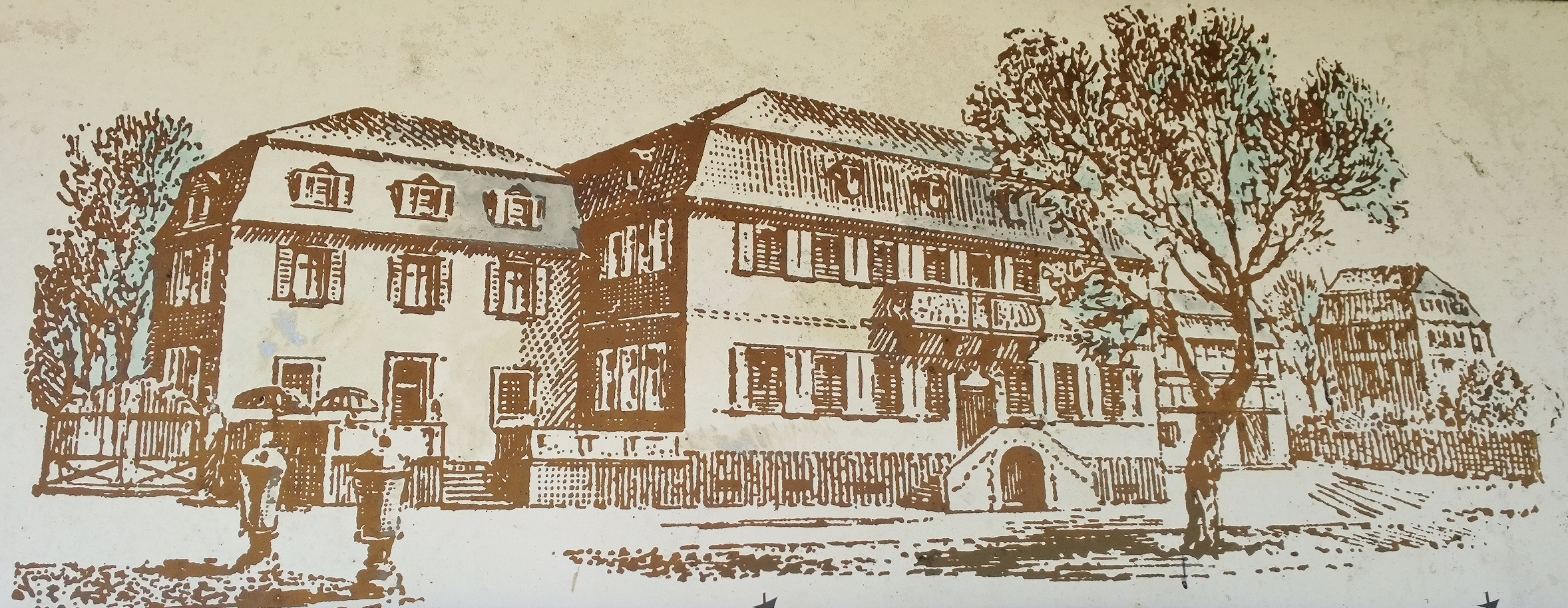
Grafik vom Schloss
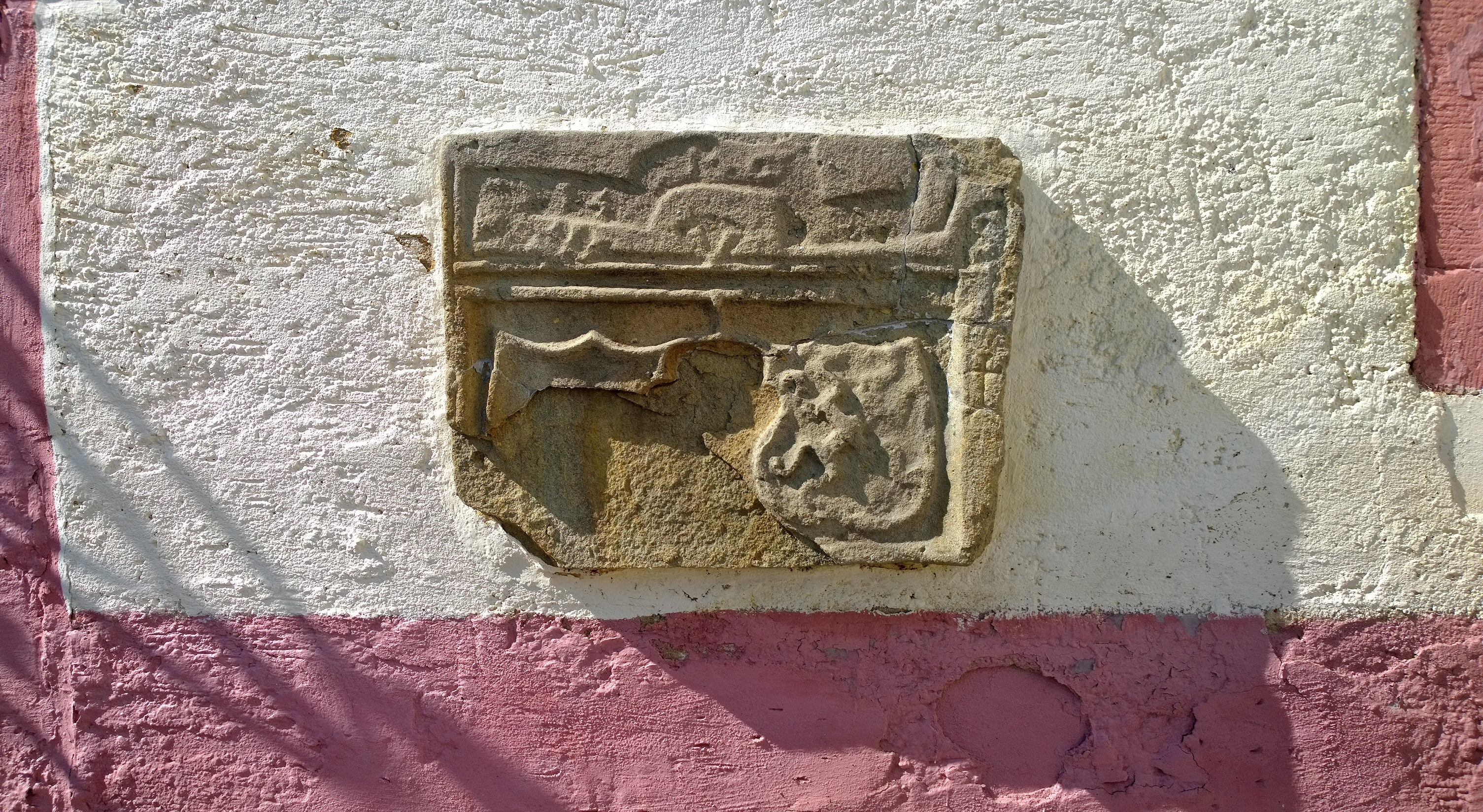
Doppelwappen am südlichen Anbau des Schlosses (heraldisch links, noch erhalten: Herren von Büches)
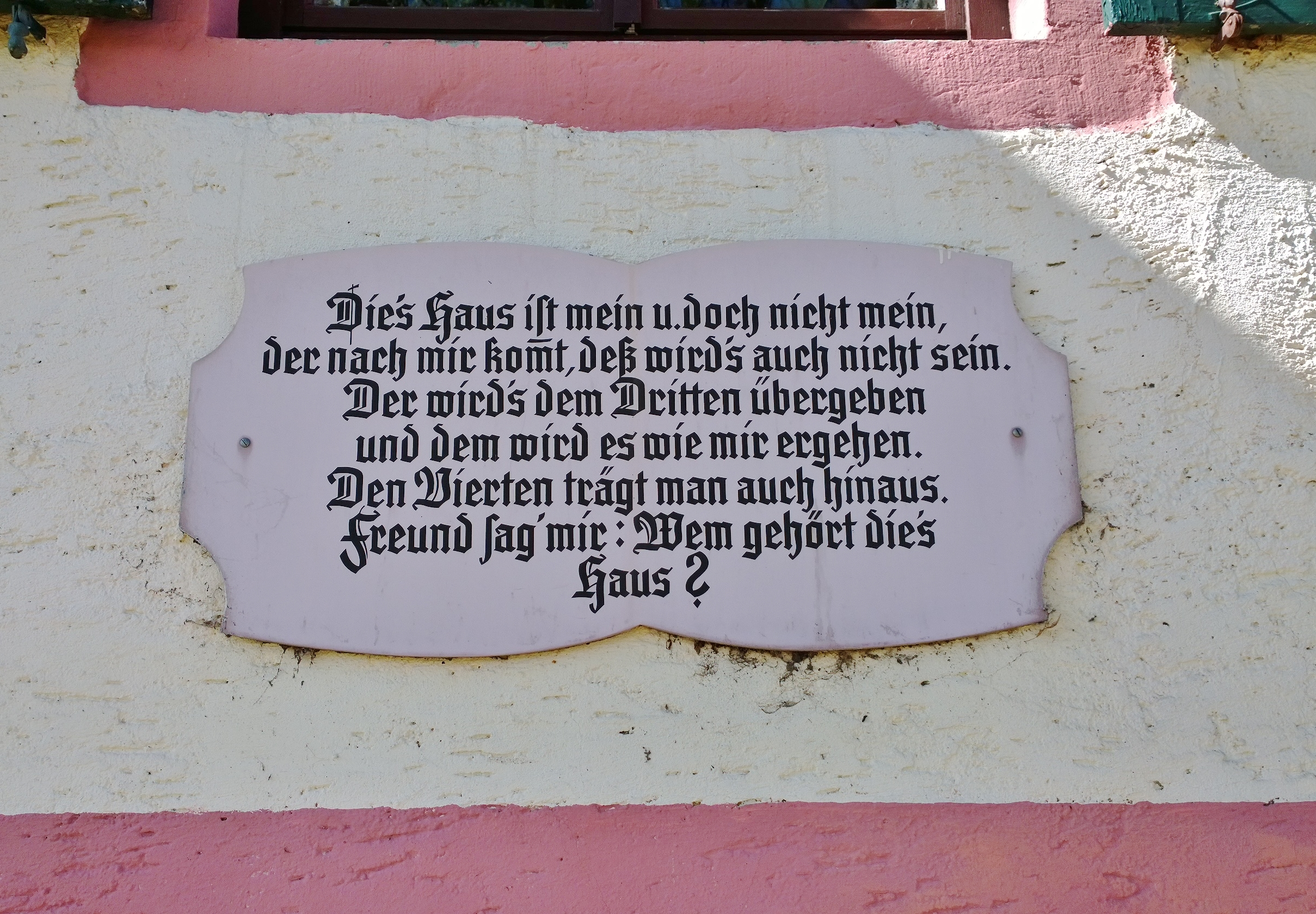
Der Hausspruch des Anwesens